# Liberty (stormagasin)
 For alternative betydninger, se Liberty. (Se også artikler, som begynder med Liberty)
Liberty, almindelig kendt som Liberty's, er et stormagasin i Great Marlborough Street, i Londons West End. Det sælger tøj til mænd, kvinder og børn, make-up, parfume, smykker, accessories, møbler, bolig- og kontorartikler. Det er kendt for sin blomsterrige og grafiske mønstre. I 2015 var omsætningen £145 mio., hvilket var en stigning fra £132 mio. i 2014.
Stormagasinet er indrettet i en bindingsværkbygning opført i Tudor Revival-stil.
I december 2013 blev der sendt en tv-dokumentar i tre afsnit kaldet Liberty of London på Channel 4 om stormagasinet. Dokumentaren fulgte Ed Burstell (direktøren) og de ansatte i perioden op til julen 2013. Channel 4 bestilte sæson nummer to den 28. oktober 2014, med fire episoder.
Liberty har en lang historie med at samarbejde med forskellige mærker og personer, som bl.a. tæller William Morris, Dante Gabriel Rossetti i 1800-tallet Yves Saint Laurent og lady Vivienne Westwood i 1900-tallet. Mere nylige samarbejder tæller Scott Henshall, Nike, Dr. Martens, Hello Kitty, Barbour, House of Hackney, Vans, Onia, Manolo Blahnik, Uniqlo, Superga, T. M. Lewin, Drew Pritchard fra Salvage Hunters og Fritz Fryer der er specialist i antikke lamper og belysning.